# 阿纳尔瑞
阿纳尔瑞 Anairë，是英國作家約翰·羅納德·鲁埃爾·托爾金的史詩式奇幻小說《精靈寶鑽》中的人物。諾多族第三任最高君王芬國昐的妻子，她的资料少有得见，只知道她没有离开阿门洲。阿纳尔瑞与是費納芬的妻子伊珥雯是朋友，一般认为她依旧生活在阿门洲。
阿纳尔瑞為芬國昐生下芬鞏、特剛、雅瑞希爾和亞岡。
阿纳尔瑞没有在《精靈寶鑽》中出現，在家譜中芬国昐有三个孩子却没有妻子，阿纳尔瑞
只在《中土世界的历史》中被提及。
阿纳尔瑞的名字在昆雅語中是「最圣洁的」。Airë的意思是"圣洁"，An- 则是表示形容词最高级的前缀。因为她未到過中土世界，所以沒有辛達林語名字。